# Češinovo-Obleševo
Češinovo-Obleševo (in macedone Чешиново-Облешево?) è un comune rurale della Repubblica di Macedonia. La sede municipale si trova a Obleševo.
Il comune confina con Kočani e Zrnovci ad est e con Probištip e Karbinci ad ovest.
Nel 2003 i due comuni rurali di Češinovo e di Obleševo furono uniti nell'unico comune oggi esistente.

## Società

### Evoluzione demografica
Secondo il censimento nazionale del 2002 il comune conta 7 490 abitanti. I principali gruppi etnici includono:
- macedoni = 7,455
- valacchi = 50
- altri = 5

## Località
Il comune è formato dall'insieme delle seguenti località:
- Banja
- Burilčevo
- Vrbica
- Žigance
- Kučičino
- Lepopelci
- Novo Selani
- Obleševo
- Sokolarc
- Spančevo
- Teranci
- Ularci
- Češinovo
- Čiflik